# Francesco Graziani
Francesco Graziani (Subiaco, 16 december 1952) is een Italiaans voormalig voetballer en voetbaltrainer.

## Carrière
Graziani begon zijn professionele carrière bij US Arezzo in 1970. In 1973 stapte hij over naar Torino FC. Zijn debuut in de Serie A maakte hij op 18 november 1973 tegen Sampdoria UC. In totaal speelde Graziani over alle competities samen 289 wedstrijden voor Torino FC, waarin hij 122 maal kon scoren. Met Torino werd hij landskampioen in 1976. Datzelfde jaar werd hij topschutter van de Serie A met 21 doelpunten.
In 1981 trok hij voor twee seizoenen naar AC Fiorentina. In 1983 trok hij naar AS Roma. De club speelde de finale van de Europacup I in 1984. De wedstrijd tegen Liverpool FC werd beslist in strafschoppen, waarbij Graziani zijn elfmeter miste. Na drie seizoenen bij AS Roma speelde hij nog twee seizoenen bij Udinese. Hij sloot zijn carrière in 1988 af bij het Australische APIA Leichhardt.
Graziani speelde 64 wedstrijden voor het Italiaans voetbalelftal. Hij was er ook bij op het Wereldkampioenschap voetbal 1982 in Spanje, waar Italië wereldkampioen werd. Andere grote toernooien die hij speelde waren het Wereldkampioenschap voetbal 1978 en Europees kampioenschap voetbal 1980.
Tussen 1989 en 2006 was hij trainer van diverse clubs, zonder veel succes. Hij werkt tegenwoordig als voetbalanalist voor Mediaset.

## Erelijst
Als speler
 Torino
- Serie A: 1975/76

 Roma
- Coppa Italia: 1983/84, 1985/86

 Italië
- Wereldkampioenschap voetbal: 1982

Individueel als speler
- Topscorer Serie A: 1976/77 (21 doelpunten)
- Topscorer Coppa Italia: 1980/81 (5 doelpunten)
- Torino Hall of Fame: 2017
- Fiorentina Hall of Fame: 2019

Als trainer
 Cervia
- Eccellenza: 2004/05 (Grupo B)

1 Zoff  ·
2 Baresi ·
3 Bergomi ·
4 Cabrini ·
5 Collovati ·
6 Gentile ·
7 Scirea ·
8 Vierchowod ·
9 Antognoni ·
10 Dossena ·
11 Marini ·
12 Bordon ·
13 Oriali ·
14 Tardelli ·
15 Causio ·
16 Conti ·
17 Massaro ·
18 Altobelli ·
19 Graziani ·
20 Rossi ·
21 Selvaggi ·
22 Galli ·
Coach: Bearzot